# 니시구 (사이타마시)
니시구(일본어: 西区)는 일본 사이타마현 사이타마시를 이루는 10개 구 중 하나이다.

## 역사
- 1889년 - 정촌제가 시행되어 사시오기촌, 마미야촌, 우에미즈촌, 닛신촌(미야자키정), 미하시촌(미하시5~6초메)이 성립하였다.
- 1940년 - 닛신촌, 미하시촌이 오미야정, 오사토촌, 미야하라촌과 합병해 오미야시가 성립하였다.
- 1955년 - 사시오기촌, 마미야촌, 우에미즈촌이 오미야시와 합병하였다.
- 2001년 - 오미야시가 우라와시, 요노시와 합병해 사이타마시가 성립하였다.
- 2003년 - 사이타마시의 정령지정도시 지정과 함께 니시구가 성립하였다.

## 교통

### 철도
- 동일본 여객철도 가와고에선

### 도로
- 국도 제16호선
- 국도 제17호선